# Lichada
Lichada (in greco Λιχάδα?) è una ex comunità della Grecia nella periferia della Grecia Centrale (unità periferica dell'Eubea) con 1 140 abitanti secondo i dati del censimento 2001.
È stata soppressa a seguito della riforma amministrativa, detta Programma Callicrate, in vigore dal gennaio 2011 ed è ora compresa nel comune di Istiaia-Aidipsos.